# Maďarsko na Letních olympijských hrách 1956
Maďarsko na Letních olympijských hrách v roce 1956 v australském Melbourne reprezentovala výprava 108 sportovců (88 mužů a 20 žen) v 12 sportech.

## Medailisté
| Medaile | Jméno | Sport                | Soutěž                                  |
| ------- | --- | -------------------- | --------------------------------------- |
| Zlato   | László Fábián János Urányi | Kanoistika           | Muži K-2 10 000 m                       |
| Zlato   | Rudolf Kárpáti | Šerm                 | Muži šavle jednotlivci                  |
| Zlato   | Ágnes Keletiová | Sportovní gymnastika | Ženy kladina                            |
| Zlato   | Ágnes Keletiová | Sportovní gymnastika | Ženy prostná                            |
| Zlato   | Ágnes Keletiová | Sportovní gymnastika | Ženy bradla                             |
| Zlato   | László Papp | Box                  | Muži lehkotěžká váha do 71 kg           |
| Zlato   | Andrea Bodó Ágnes Keletiová Aliz Kertész Margit Korondi Erzsébet Köteles Olga Tass                                                                                      | Sportovní gymnastika | Družstvo žen společné sestavy s náčiním |
| Zlato   | Aladár Gerevich Jenő Hámori Rudolf Kárpáti Attila Keresztes Pál Kovács                                                                                                  | Šerm                 | Družstvo mužů šavle                     |
| Zlato   | László Jenei István Hevesi Dezső Gyarmati Kálmán Markovics Tivadar Kanizsa István Szívós György Kárpáti Ottó Boros Mihály Mayer Antal Bolvári Ervin Zádor Miklos Martin | Vodní pólo           | Družstvo mužů                           |
| Stříbro | István Hernek | Kanoistika           | Muži C-1 1 000 m                        |
| Stříbro | Ferenc Hatlaczky | Kanoistika           | Muži K-1 10 000 m                       |
| Stříbro | János Parti | Kanoistika           | Muži C-1 10 000 m                       |
| Stříbro | Ágnes Keletiová | Sportovní gymnastika | Ženy víceboj jednotlivci                |
| Stříbro | József Kovács | Atletika             | Muži 10 000 m                           |
| Stříbro | Sándor Rozsnyói | Atletika             | Muži 3000 m překážek                    |
| Stříbro | Imre Polyák | Zápas                | muži, řecko-římský do 63 kg             |
| Stříbro | Éva Székelyová | Plavání              | Ženy 200 m prsa                         |
| Stříbro | Lajos Balthazár Barnabás Berzsenyi József Marosi Ambrus Nagy Béla Rerrich József Sákovics                                                                               | Šerm                 | Družstvo mužů kord                      |
| Stříbro | Andrea Bodó Ágnes Keletiová Aliz Kertész Margit Korondi Erzsébet Köteles Olga Tass                                                                                      | Sportovní gymnastika | Družstvo žen                            |
| Bronz   | Lajos Kiss | Kanoistika           | Muži K-1 1 000 m                        |
| Bronz   | Károly Wieland Ferenc Mohácsi | Kanoistika           | Muži C-2 1 000 m                        |
| Bronz   | Imre Farkas József Hunics | Kanoistika           | Muži C-2 10 000 m                       |
| Bronz   | Olga Tass | Sportovní gymnastika | Ženy přeskok                            |
| Bronz   | Gyula Tóth | Zápas                | muži, řecko-římský do 70 kg             |
| Bronz   | György Tumpek | Plavání              | Muži 200 m motýlek                      |
| Bronz   | Mihály Fülöp József Gyuricza József Marosi József Sákovics Lajos Somodi Endre Tilli                                                                                     | Šerm                 | Družstvo mužů fleret                    |